# Teòfil Eròtic
|  | Per a altres significats, vegeu «Tèofil Eròtic (segle X)». |

Teòfil Eròtic (grec medieval: Θεόφιλος Ἐρωτικός) fou un general romà d'Orient del segle xi. Fou governador del tema de Sírmium i posteriorment del de Xipre, on el 1042 encapçalà una revolta que fou esclafada ràpidament.
Segons Joan Escilitzes, els serbis intentaren alliberar-se del domini romà d'Orient cap al 1034. Stefan Vojislav, un senyor serbi que controlava Zeta i Ston, s'alçà en rebel·lió mentre els romans d'Orient gestionaven la successió al tron. Vojislav fou derrotat i empresonat a Constantinoble, mentre que les seves possessions foren restaurades a l'Imperi sota el control d'Eròtic, que fou nomenat estrateg de Sèrbia. Tanmateix, Vojislav aconseguí fugir de la capital romana d'Orient i impulsà una nova revolta a finals del 1037 o principis del 1038, atacant els senyors pro-romans d'Orient de les regions adjacents a Dioclea: Travúnia i Zaclúmia. Vojislav fou capaç d'expulsar Eròtic i s'establí com a «príncep dels serbis».
De totes maneres, Eròtic fou nomenat governador de Xipre. El 1042, intentà aprofitar-se de l'agitació política posterior a la mort de Miquel V incitant la població local a revoltar-se, especialment contra el kritís (jutge i recol·lector d'impostos), que fou acusat d'exigir massa impostos i mort pels rebels. El nou emperador, Constantí IX Monòmac, envià una flota sota el comandament de Constantí Cage, que ràpidament sufocà la rebel·lió i arrestà Eròtic. El rebel fou dut a Constantinoble, on fou passejat a cavall per l'Hipòdrom vestit de dona. Després d'aquesta humiliació pública, li foren confiscades les seves terres i altres possessions, però fou posat en llibertat.